# Jamaal Magloire
Jamaal Dane Magloire (Toronto, Ontario; 21 de mayo de 1978) es un exjugador de baloncesto canadiense disputó once temporadas en la NBA. Con 2,11 metros de altura, jugaba en la posición de pívot.
Desde 2012 forma parte del cuerpo técnico de los Toronto Raptors, como embajador deportivo.

## Carrera

### Universidad
Magloire asistió a la Universidad de Kentucky, donde jugó con los Wildcats siendo el pívot titular en 12 partidos de su año sophomore (1998), en el que lograron cosechar el campeonato nacional de la NCAA. Finalizó su carrera universitaria como el máximo taponador de Kentucky con 268.

### NBA
Fue seleccionado en el Draft de la NBA de 2000 por Charlotte Hornets en la 19.ª posición, siendo reserva sus dos primeras campañas y promediando 6.4 puntos en 16.8 minutos por partido. En la temporada 2002-03 se hizo con la titularidad, y sus promedios aumentaron a los 10.3 puntos y 8.8 rebotes.
Pero fue en la siguiente temporada en la que Magloire se ganó el respeto de entrenadores y aficionados de la NBA. Promedió 13.6 puntos y 10.3 rebotes por noche en los 82 partidos de titular que disputó, siendo además seleccionado para jugar el All-Star Game. En dicho partido anotó 19 puntos y capturó 8 rebotes en 21 minutos.
El 26 de octubre de 2005 fue traspasado a Milwaukee Bucks por Desmond Mason, una primera ronda de draft de 2006 y dinero. En los Bucks promedió 9.2 puntos y 9.5 rebotes en 82 partidos. 
En el verano de 2006, fue enviado a Portland Trail Blazers a cambio de Steve Blake, Ha Seung-Jin y Brian Skinner.
En julio de 2007 firmó un contrato de un año con New Jersey Nets, aunque el 22 de febrero de 2008 fue cortado. Cuatro días después firmó contrato por Dallas Mavericks por el resto de la temporada.
El 30 de agosto de 2008 ficha por Miami Heat.
Tras tres años en Miami, el 9 de diciembre de 2011 ficha por Toronto Raptors, convirtiéndose en el primer jugador canadiense en jugar en la franquicia. Siendo cortado el 27 de octubre de 2012.

### Retirada
El 18 de noviembre de 2012, los Toronto Raptors contrataron a Magloire como consultor y embajador de la comunidad. El papel de Magloire consiste en ayudar al cuerpo técnico de los Raptors en el desarrollo de las habilidades individuales de sus jugadores en los entrenamientos y los partidos, al tiempo que realiza apariciones corporativas/comunitarias a lo largo de la temporada en nombre del equipo.

## Estadísticas

### Temporada regular
| Año      | Equipo      | PJ  | PT  | MPP  | %TC  | %3P  | %TL  | RPP  | APP | ROB | TPP | PPP  |
| -------- | ----------- | --- | --- | ---- | ---- | ---- | ---- | ---- | --- | --- | --- | ---- |
| 2000–01  | Charlotte   | 74  | 0   | 14.8 | .450 | .000 | .655 | 4.0  | .4  | .2  | 1.0 | 4.6  |
| 2001–02  | Charlotte   | 82  | 8   | 18.9 | .551 | .000 | .730 | 5.6  | .4  | .3  | 1.0 | 8.5  |
| 2002–03  | New Orleans | 82  | 82  | 29.8 | .480 | .000 | .717 | 8.8  | 1.1 | .6  | 1.4 | 10.3 |
| 2003–04  | New Orleans | 82  | 82  | 33.9 | .473 | .000 | .751 | 10.3 | 1.0 | .5  | 1.2 | 13.6 |
| 2004–05  | New Orleans | 23  | 22  | 30.6 | .432 | .000 | .602 | 8.9  | 1.3 | .3  | 1.0 | 11.7 |
| 2005–06  | Milwaukee   | 82  | 82  | 30.1 | .467 | .000 | .535 | 9.5  | .7  | .3  | 1.0 | 9.2  |
| 2006–07  | Portland    | 81  | 23  | 21.0 | .504 | .000 | .541 | 6.1  | .4  | .3  | .8  | 6.5  |
| 2007–08  | New Jersey  | 24  | 2   | 10.8 | .306 | .000 | .452 | 3.4  | .3  | .0  | .4  | 1.8  |
| 2007–08  | Dallas      | 7   | 0   | 3.9  | .500 | .000 | .462 | 1.1  | .0  | .1  | .0  | 1.7  |
| 2008–09  | Miami       | 55  | 12  | 12.9 | .496 | .000 | .483 | 4.0  | .4  | .2  | .4  | 2.9  |
| 2009–10  | Miami       | 36  | 0   | 10.0 | .500 | .000 | .356 | 3.4  | .0  | .2  | .3  | 2.1  |
| 2010–11  | Miami       | 18  | 0   | 8.8  | .591 | .000 | .500 | 3.4  | .2  | .2  | .1  | 1.9  |
| 2011–12  | Toronto     | 34  | 1   | 11.0 | .378 | .000 | .259 | 3.3  | .2  | .1  | .3  | 1.2  |
| Total    | Total       | 680 | 314 | 21.5 | .480 | .000 | .639 | 6.5  | .6  | .3  | .9  | 7.2  |
| All-Star | All-Star    | 1   | 0   | 21.0 | .563 | .000 | .500 | 8.0  | .0  | 1.0 | 1.0 | 19.0 |

### Playoffs
| Año   | Equipo      | PJ | PT | MPP  | %TC  | %3P  | %TL  | RPP | APP | ROB | TPP | PPP  |
| ----- | ----------- | -- | -- | ---- | ---- | ---- | ---- | --- | --- | --- | --- | ---- |
| 2001  | Charlotte   | 10 | 0  | 11.0 | .571 | .000 | .304 | 2.8 | .3  | .0  | .6  | 3.9  |
| 2002  | Charlotte   | 8  | 0  | 21.0 | .550 | .000 | .761 | 5.6 | .6  | .0  | 1.9 | 12.3 |
| 2003  | New Orleans | 6  | 6  | 31.3 | .449 | .000 | .758 | 8.3 | .3  | .7  | 1.0 | 11.5 |
| 2004  | New Orleans | 7  | 7  | 34.1 | .418 | .000 | .750 | 9.1 | .7  | .4  | 1.0 | 11.0 |
| 2006  | Milwaukee   | 5  | 5  | 27.0 | .474 | .000 | .600 | 8.0 | 1.0 | .4  | 1.2 | 9.0  |
| 2009  | Miami       | 6  | 0  | 7.8  | .333 | .000 | .000 | 1.8 | .2  | .0  | .0  | .3   |
| 2010  | Miami       | 1  | 0  | 5.0  | .000 | .000 | .000 | 1.0 | .0  | .0  | .0  | .0   |
| 2011  | Miami       | 3  | 0  | 6.0  | .400 | .000 | .000 | 1.7 | .7  | .3  | .0  | 1.3  |
| Total | Total       | 46 | 18 | 19.8 | .470 | .000 | .682 | 5.3 | .5  | .2  | .9  | 7.3  |